# Санта Марија дел Пјано (Авелино)
Санта Марија дел Пјано је насеље у Италији у округу Авелино, региону Кампанија.
Према процени из 2011. у насељу је живело 90 становника. Насеље се налази на надморској висини од 545 м.